# Let's Go!!!
Let's Go!!! é o quarto álbum (o primeiro não-independente) do duo musical japonês Depapepe. O álbum foi lançado no dia 18 de maio de 2005 com o selo Sonymusic.
O álbum alcançou a sétima posição da Oricon (categoria "Debut Chart" - álbum de estreia). O álbum teve vendas na ordem de 100.000 unidades.

## Faixas
01. Hi-D!!!

02. START

03. Wake Up!

04. MTMM

05. Butterfly

06. Kazamidori

07. Tokeijikake no Carnival

08. Ame Agari

09. Wedding Bell

10. Over the Sea

11. Ii Hi Datta ne.

12. FLOW